# Toromys grandis
Toromys grandis é uma espécie de roedor da família Echimyidae.
É endêmica do Brasil, onde pode ser encontrada entre os rios Solimões e Tapajós. Era posicionada no gênero Makalata.